# Daryl Hall
Pour les articles homonymes, voir Hall.
 (juin 2022).
Si vous disposez d'ouvrages ou d'articles de référence ou si vous connaissez des sites web de qualité traitant du thème abordé ici, merci de compléter l'article en donnant les références utiles à sa vérifiabilité et en les liant à la section « Notes et références ».
Daryl Franklin Hohl, né le 11 octobre 1946 à Pottstown en Pennsylvanie, aux États-Unis, est un chanteur américain de rock, rhythm and blues et soul, claviériste, guitariste, compositeur et producteur. Mieux connu sous son nom de scène Daryl Hall, il est célèbre pour être le cofondateur et chanteur du duo Hall & Oates avec le guitariste et compositeur John Oates.
Dans les années 1970 et les années 1980, Hall inscrit de nombreux succès au Billboard et est considéré comme l'un des meilleurs chanteurs soul de sa génération. Le guitariste Robert Fripp de King Crimson, qui a collaboré avec lui en 1979 et 1980, a dit : « La voix de Daryl était une merveille, je n'ai jamais travaillé avec un chanteur plus compétent ». Daryl a chanté et joué du piano sur le premier album solo de Fripp, Exposure, en 1979, puis celui-ci a produit et joué sur le premier opus de Daryl, Sacred Songs, en 1980. Depuis la fin 2007, Daryl Hall anime sur internet la série télévisée Live from Daryl's House, diffusée aussi sur MTV. Il a été intronisé au Temple de la renommée des auteurs-compositeurs en 2004.

## Jeunesse et carrière
Hall est né à Pottstown, un bourg de Pennsylvanie à 40 milles (64 km) de Philadelphie. Ses parents avaient chacun une formation en musique : son père était un chanteur professionnel et sa mère coach vocal. Il est d'origine allemande. Il commence à enregistrer alors qu'il est encore étudiant à l'école Owen J. Roberts, où il a obtenu son diplôme en 1965.
Au collège de l'Université Temple de Philadelphie, il se spécialise en musique et continue à travailler et enregistrer avec Kenny Gamble et Leon Huff en tant que musicien de session. Au cours de son premier semestre à Temple, à l'automne 1965, lui et quatre autres étudiants de l'Université forment un groupe d'harmonie vocale, The Temptones.
Ceux-ci deviennent populaires sur la scène soul de Philadelphie en devançant à la fois The Ambassadors et The Delfonics dans un concours musical au Uptown Theatre de Chicago. Ils enregistrent alors deux singles pour Arctic Records, produits par Jimmy Bishop. Tout en se produisant avec ses propres titres, Hall cultive les affinités créatives avec des artistes tels que Smokey Robinson, The Temptations et autres grands chanteurs de soul des années 1960.
En 1967, Hall rencontre John Oates, étudiant de premier cycle à l'Université Temple. Selon Daryl Hall, ils se sont rencontrés quand ils se sont « (...) battus au cours d'une danse – je ne sais plus de quoi il s'agissait, je suppose que les lettres grecques sur les vestes d'une bande ne plaisaient pas à l'autre bande ». Ils se retrouvent dans l'ascenseur alors qu'ils quittent l'endroit plutôt précipitamment. Hall était alors senior et Oates étudiant de première année, mais ils jouent ensemble jusqu'à ce que John Oates change d'école à 19 ans. Bien que contrarié par ce départ, Hall ne se laisse pas décourager de poursuivre sa propre carrière musicale. Il quitte l'université en 1968 et travaille avec Tim Moore dans un groupe de rock éphémère, Gulliver, et sort un album sur le label Elektra Records. En 1969, Hall commence à nouveau à enregistrer les chansons d'autres artistes. C'est ce qui conduira finalement le duo Daryl et John à signer son premier contrat d'enregistrement commun, début 1972.

## Daryl Hall et John Oates
Signé chez Atlantic Records par Ahmet Ertegün et dirigé par Tommy Mottola au début des années 1970, le duo Hall & Oates a vendu plus d'albums que tout autre duo dans l'histoire de la musique. Leur deuxième album, Abandoned Luncheonette, produit par Arif Mardin et sorti en 1973, contient le single She's Gone, classé n ° 7 aux Etats-Unis lors de sa réédition en 1976, après avoir atteint le numéro 1 des charts R & B et été repris par le groupe Tavares. Le duo enregistre encore un album chez Atlantic, War Babies, produit par Todd Rundgren, puis ne s'estimant pas assez soutenu, signe rapidement chez RCA Records. En arrivant à RCA, Hall & Oates sont propulsés au rang de stars internationales.
Du milieu des années 1970 au milieu des années 1980, ils enregistrent ainsi six singles n° 1 aux États-Unis, Rich Girl (aussi n° 1 R&B), Kiss on My List, Private Eyes, Can't Go For That (No Can Do) (aussi n° 1 R&B), Maneater et Out of Touch, issus de leurs six albums multi-platine Bigger Than Both of Us, Voices, Private Eyes, H2O, Rock 'n Soul Part 1 et Big Bam Boom – dont les cinq derniers ont été publiés consécutivement. Ils classent également six autres singles au Top 10, Sara Smile, One on One, Family Man qui est une reprise d'une chanson de Mike Oldfield, You Make My Dreams, Say It Isn't So et Method Of Modern Love .
En 1972, Hall & Oates ouvrent pour David Bowie, qui fait une tournée américaine sous le nom de Ziggy Stardust. De sa relation avec le chanteur britannique née à ce moment-là, Hall se souvient, amusé : « Une fois, je l'ai rencontré en Jamaïque... nous sommes allés au Playboy Club et nous nous sommes saoulés en regardant un mauvais groupe de reggae ! ».
En 1985, le duo se produit à Philadelphie lors du concert Live Aid. Après avoir joué leur set, ils rejoignent Mick Jagger et Tina Turner pour un des grands moments du concert.
Le duo Hall & Oates a sorti un album de Noël en octobre 2006 intitulé Home for Christmas.
Hall & Oates a été intronisé au Temple de la renommée du Rock and Roll en 2014. 

## Projets solo
En plus de son travail avec Oates, Hall a fait de la musique en tant qu'artiste solo, en plus d'enregistrer avec Robert Fripp à la fin des années 70, travaillant sur l'album Exposure de Fripp en 1979. En 1977, Fripp produit et joue sur le premier album solo de celui-ci, Sacred Songs, qui a finalement été publié en 1980. 
En 1984, Hall co-écrit et produit, avec Arthur Baker, le single Swept Away pour Diana Ross, qui atteint US 19, R & B US 3 et US Dance / Club Play No. 1.
En 1985, il a interprété deux chansons lors du premier concert de Farm Aid à Champaign, Illinois. Hall a participé à la session We Are the World ainsi qu'à la clôture du spectacle Live Aid à Philadelphie. Il a également fait un album avec Dave Stewart cette année-là, Three Hearts in the Happy Ending Machine, qui a produit son single solo Dreamtime qui a été # 5 dans les charts. Il a enregistré des œuvres solo telles que Soul Alone en 1993 et Can't Stop Dreaming en 1996, qui ont toutes deux été bien reçues internationalement. En 1994 il a composé Gloryland qui était album officiel de la Coupe du Monde de la FIFA en 1994.
En 2007, Hall a été la vedette de la série sur HBO Flight of the Conchords, où il a joué un Maître de Cérémonie lors d'un festival «world music».
Le 12 mars 2008, Hall a joué un set bien reçu avec son groupe au festival South by Southwest à Austin au Texas.
Hall devait chanter l'hymne national des États-Unis avant le cinquième match des World Series 2008 au Citizens Bank Park de Philadelphie, mais, en raison d'une maladie, ne pouvait pas apparaître, et John Oates l'a chanté à sa place. 
En 2009, Daryl a joué son propre rôle dans la série Independent Film Channel, Z-Rock.
En 2010, il était de retour en studio pour un enregistrement solo avec le bassiste et directeur musical T-Bone Wolk. Ce dernier est décédé d'une crise cardiaque le 28 février 2010, quelques heures après avoir terminé une séance avec Hall. Daryl a publié une déclaration sur la mort de son bassiste de près de 30 ans: «Je ne sais pas si je vais continuer, mais comment? T-Bone était l'un des êtres humains les plus sensibles et les plus généreux que j'aie connus».
Le 11 juin 2010, Hall a partagé la scène avec le duo électronique Chromeo pour une soirée spéciale au Bonnaroo Music and Arts Festival. Leur set consistait en un mélange des chansons de Hall & Oates et de Chromeo.
Le 27 septembre 2011, il a sorti l'album Laughing Down Crying sur Verve Records.
Le 12 août 2011, le duo britannique Nero a sorti son premier album Welcome Reality, qui comprend des voix de Hall sur le titre "Reaching Out", avec des samplings de la chanson Out Of Touch de Hall & Oates. Reaching Out a été publié en tant que sixième single le 6 décembre 2011.

## Restauration de maisons
Hall restaure des maisons historiques aux États-Unis et en Angleterre. En 2008, il a acheté la maison Bray du XVIIIe siècle, à Kittery Point, dans le Maine et est en train de la restaurer. Il a également restauré une maison de style géorgien à Londres, en Angleterre, construite en 1740, avec un accès direct au bord de la Tamise. Il a acheté deux maisons situées près de Hartford, Connecticut - l'une construite en 1771, l'autre en 1780 - et les a fait déménager à la même propriété dans le comté de Dutchess à New York où elles ont été combinées et restaurées.  Après avoir déménagé les maisons, il a découvert qu'elles étaient, par coïncidence, liées à la même famille. Hall a sa propre maison à Charleston, en Caroline du Sud.
Hall a animé l'émission de télévision Daryl's Restoration Over-Hall 2014 sur le réseau de bricolage DIY Network, qui l'a montré ainsi qu'une équipe travaillant à la restauration d'une de ses maisons dans le Connecticut.

## Live From Daryl's House
Depuis 2007, Hall a animé l'émission en direct Live from Daryl's House, qui présente des enregistrements musicaux en podcast / vidéodiffusion d'abord à son domicile à Millerton, New York, et plus récemment à son club Daryl's House à Pawling, New York. Le webcast a été présenté par Ceelo Green, The O'Jays, Smokey Robinson, Aaron Neville, KT Tunstall, Joe Walsh, Rob Thomas, Darius Rucker, Eric Hutchinson, Travis McCoy, Ray Manzarek et Robbie Krieger des Doors et bien d'autres, ainsi qu'une émission de vacances mettant en vedette Shelby Lynne et des chansons de Hall and Oates, Home for Christmas.
Dans une interview accordée au magazine Blues & Soul en juin 2008, Daryl Hall a déclaré à propos de la webdiffusion: «Pour moi, c'était une chose évidente: j'ai fait des tournées durant toute ma vie d'adulte, mais vous ne pouvez pas être PARTOUT Je ne veux pas être partout à ce moment-ci! Je ne fais que passer beaucoup de temps dans une même année sur la route, alors je me suis dit Pourquoi ne pas faire quelque chose où quelqu'un qui veut me voir n'importe où dans le monde pourra le faire! Ainsi au lieu de faire ce genre de performance tournées/concerts live, j'ai voulu le déconstruire et faire de l'audience un observateur à la volée . Je veux dire, c'est ce que j'ai toujours fait, de la scène et c'est très naturel pour moi, je parle au public et c'est un genre de chose très relax, donc je pensais simplement que je le ferais sur le web»
Hall a célébré l'arrivée du Nouvel An 2010 de WGN America en direct de Daryl's House avec des extraits spéciaux des précédents épisodes de l'émission. Steve Dahl, un animateur de radio de Chicago, a salué cette émission spéciale comme la meilleure de la Saint-Sylvestre à la télévision pour 2010-11, bien qu'il ait critiqué l'absence de compte à rebours jusqu'à minuit.

## Vie privée
Hall a été marié à Bryna Lublin de 1969 à 1972. Il s'est converti à la religion de Lublin, le judaïsme, afin de l'épouser. Il n'a pas activement pratiqué cette religion depuis, mais dit qu'il se sent plus lié avec le judaïsme que de son affiliation originale, le méthodisme. 
Puis il a eu une relation de près de 30 ans avec l'auteure-compositeure Sara Allen (l'inspiration pour la chanson Sara Smile et une collaboratrice fréquente avec le duo Hall & Oates qui s'est terminée en 2001 pour des raisons non divulguées. Ils n'ont jamais été mariés. Les deux sont restés amis, et Allen apparaît brièvement dans un épisode de Live From Daryl's House en mai 2016.
Hall a un enfant biologique nommé Darren Hall (né le 8 janvier 1984) avec Andrea Zabloski de Duluth, Minnesota.
En juillet 2005, Hall a été diagnostiqué avec la maladie de Lyme, l'obligeant à annuler la majorité de la tournée d'été de Hall & Oates.
Hall a été marié à Amanda Aspinall, la fille du magnat britannique John Aspinall, de 2009 à 2015. Amanda a deux enfants, March et Orson, d'une relation antérieure; sa fille March a chanté des chœurs sur les chansons Save Me, Message To Ya et Eyes For You sur l'album 2011 de Daryl Hall, Laughing Down Crying.

## Hit singles
Hall & Oates a eu six hits # 1 sur le Billboard Hot 100 entre 1977 et 1984, dont six ont été écrits ou coécrits par Hall: Rich Girl, Kiss On My List (que Hall a écrit avec Janna Allen ), Private Eyes (avec Sara Allen, Janna Allen et Warren Pash), I Can't Go for That (No Can Do) (avec John Oates et Sara Allen), Maneater (avec John Oates & Sara Allen) et Out of Touch (avec John Oates). De plus, Do It For Love (écrit par John Oates) et It Came Upon a Midnight Clear (de Edmund Hamilton Sears et Richard Storrs Willis) sont en tête des hit-parades américains.
La chanson Hall & Oates She's Gone, coécrite par Hall et Oates, a atteint la première place du palmarès Billboard Hot Soul Singles lorsqu'elle a été reprise par Tavares en 1974. Leur chanson Everytime You Go Away que Hall a écrite lui-même, atteint la première place aux États-Unis et au Canada en 1985 lorsqu'elle a été reprise par Paul Young.
Hall a également chanté et coécrit neuf chansons populaires du Billboard qui ont également fait partie du Top 10: Say It Is not So, Adult Education (avec John Oates et Sara Allen), Sara Smile (avec John Oates), Method of Modern Love (avec Janna Allen), You Make My Dreams (avec John Oates et Sara Allen), Heart Desires, One on One, Did It in a Minute (avec Sara Allen et Janna Allen) et So Close (avec George Green).
Hall a également enregistré des succès en enregistrant le N° 12 avec son interprétation de 1980 de You've Lost That Loving Feeling des  Righteous Brothers, et n ° 6 avec Family Man de 1983 écrite par Mike Oldfield et Maggie Reilly.

## The Temptones

### Singles
- Girl I Love You / Goodbye (1966)
- Say These Words Of Love / Something Good (1967)

## The Electric Indians
- Keem-O-Sabe (1969)

## Gulliver
- Gulliver (1970)

## Hall & Oates
- Voir la discographie de  Hall and Oates

## Solo

### Albums Studio
- 1980 - Sacred Songs
- 1986 - Three Hearts in the Happy Ending Machine
- 1993 - Soul Alone
- 1996 - Can't Stop Dreaming
- 2011 - Laughing Down Crying
- 2024 - D

### Albums en public
- 2004 - Live in Philadelphia

### Compilations
- 1986 - The Classic Ballads

## Participations
- Exposure de Robert Fripp (1979) - Premier album solo de Fripp, Daryl chant sur Preface, You Burn Me Up I'm A Cigarette, Disengage II, North Star, Chicago, piano sur You Burn Me Up et Chicago.
- Network de Robert Fripp (1985) - Mini album promo de 5 chansons, Daryl sur North Star.
- We Are The World/Grace - Single: La face A du single est de USA For Africa et la face B de Quincy Jones (1985) Avec John  Oates.
- We Are The World - Album de USA For Africa (1985) - Idem.
- Sin City de Artists United Against Apartheid (1985) Avec Hall & Oates.
- Live Aid - Artistes Variés DVD (2004) - Hall & Oates sur Maneater, puis avec Eddie Kendricks sur Get Ready (Cos Here I Come) ainsi qu'avec David Ruffin sur Ain't Too Proud To Beg et My Girl